# بلو ماي مايند (فلم)
بلو ماي مايند هو فليم رعب سويسري صدر عام 2018 من إخراج ليزا برولمان.

## ملخص قصة
تواجه فتاة مراهقة عادية على ما يبدو تحولات جذرية في الجسم تضع وجودها موضع تساؤل.

## روابط خارجية
- بلو ماي مايند في قاعدة بيانات الأفلام على الإنترنت
- Offizielle Seite zum Film

- بلو ماي مايند على موقع IMDb (الإنجليزية)
- بلو ماي مايند على موقع فيلمافينيتي (الإسبانية)
- بلو ماي مايند على موقع قاعدة بيانات الفيلم (الإنجليزية)
- بلو ماي مايند على موقع ليتربوكسد (الإنجليزية)
- بلو ماي مايند على موقع كينوبويسك (الروسية)